# HD 34498
HD 34498，又名BD+44 1170，SAO 40242、HR 1733，是一颗恒星，视星等为6.62，位于銀經164.22，銀緯4.15，其B1900.0坐标为赤經5h 12m 46.5s，赤緯+44° 4.15′ 14″。